# Lunderskov
Lunderskov is een plaats en voormalige gemeente in Denemarken.

## Voormalige gemeente
De oppervlakte bedraagt 95,71 km². De gemeente telde 5478 inwoners (cijfers 2005). In 2007 ging de gemeente samen met gemeente Kolding.

## Plaats
De plaats Lunderskov telt 2909 inwoners (2007). Het ligt aan de spoorlijn Fredericia - Padborg en is het beginstation voor de lijn naar Esbjerg.  Het station uit 1887 is een beschermd monument.